# Thuidium delicatulum
Rêu trắc bá tinh tế có danh pháp khoa học Thuidium delicatulum là một loài Rêu trong họ Thuidiaceae. Loài này được (Hedw.) Schimp. miêu tả khoa học đầu tiên năm 1852.

## Hình ảnh

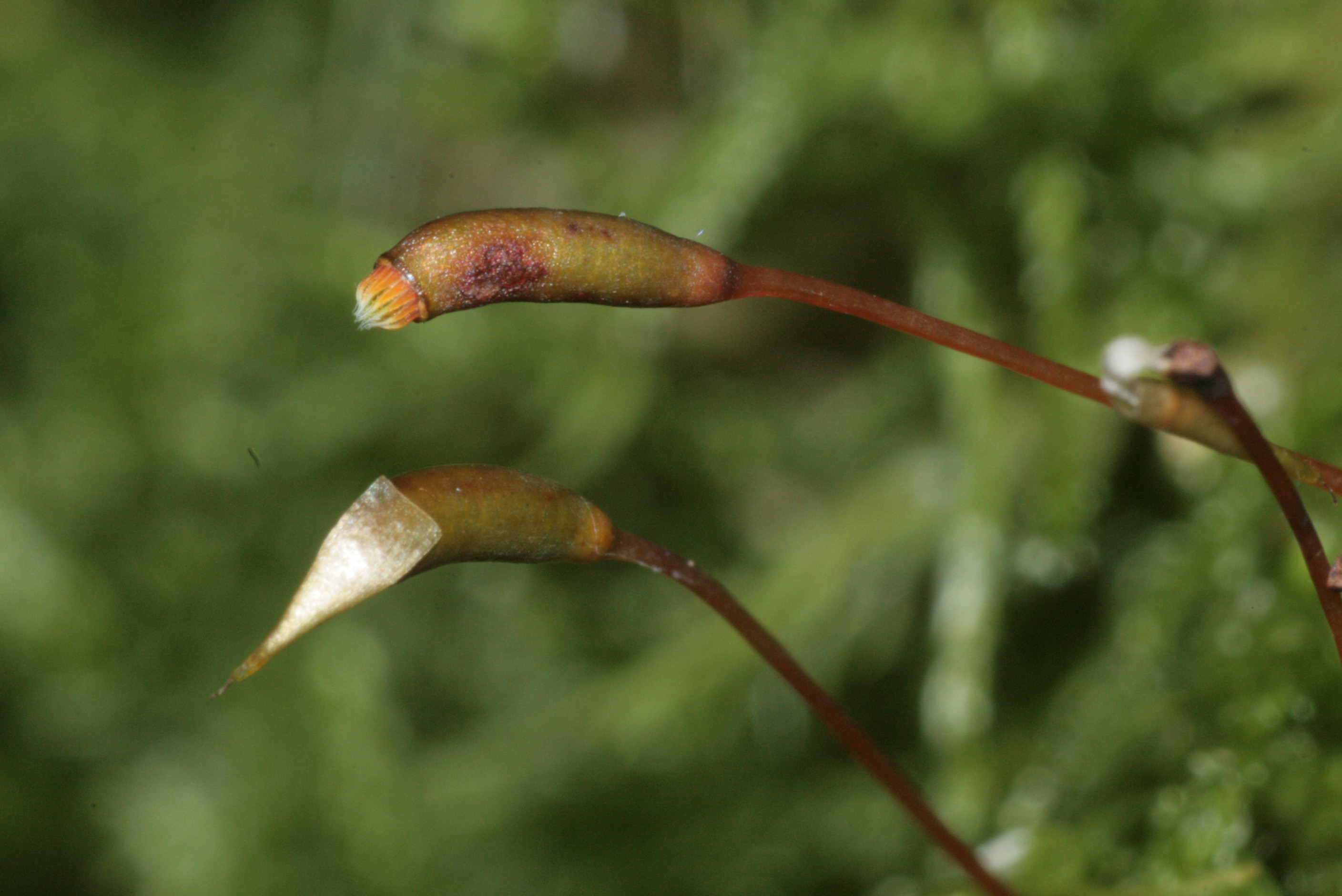
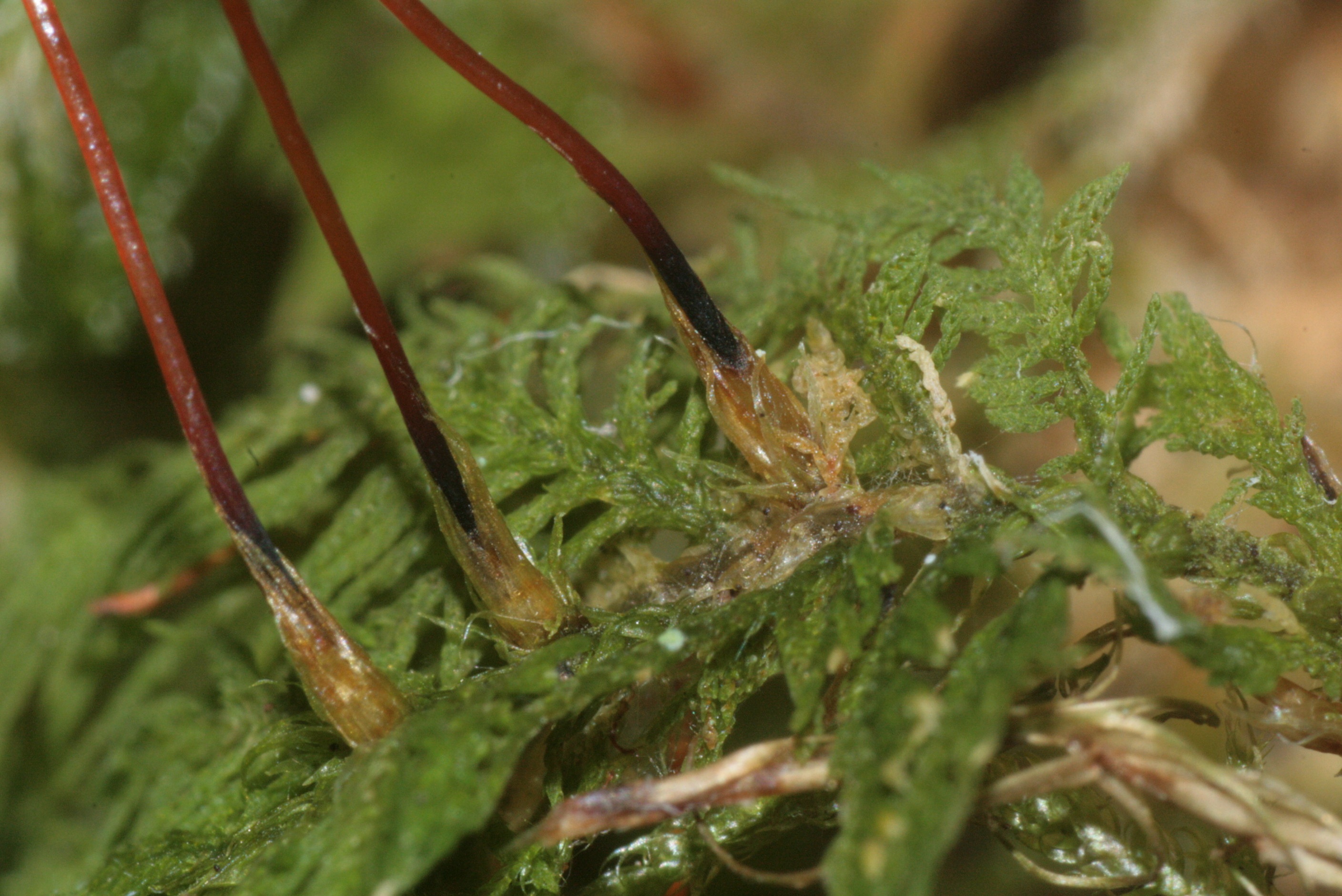
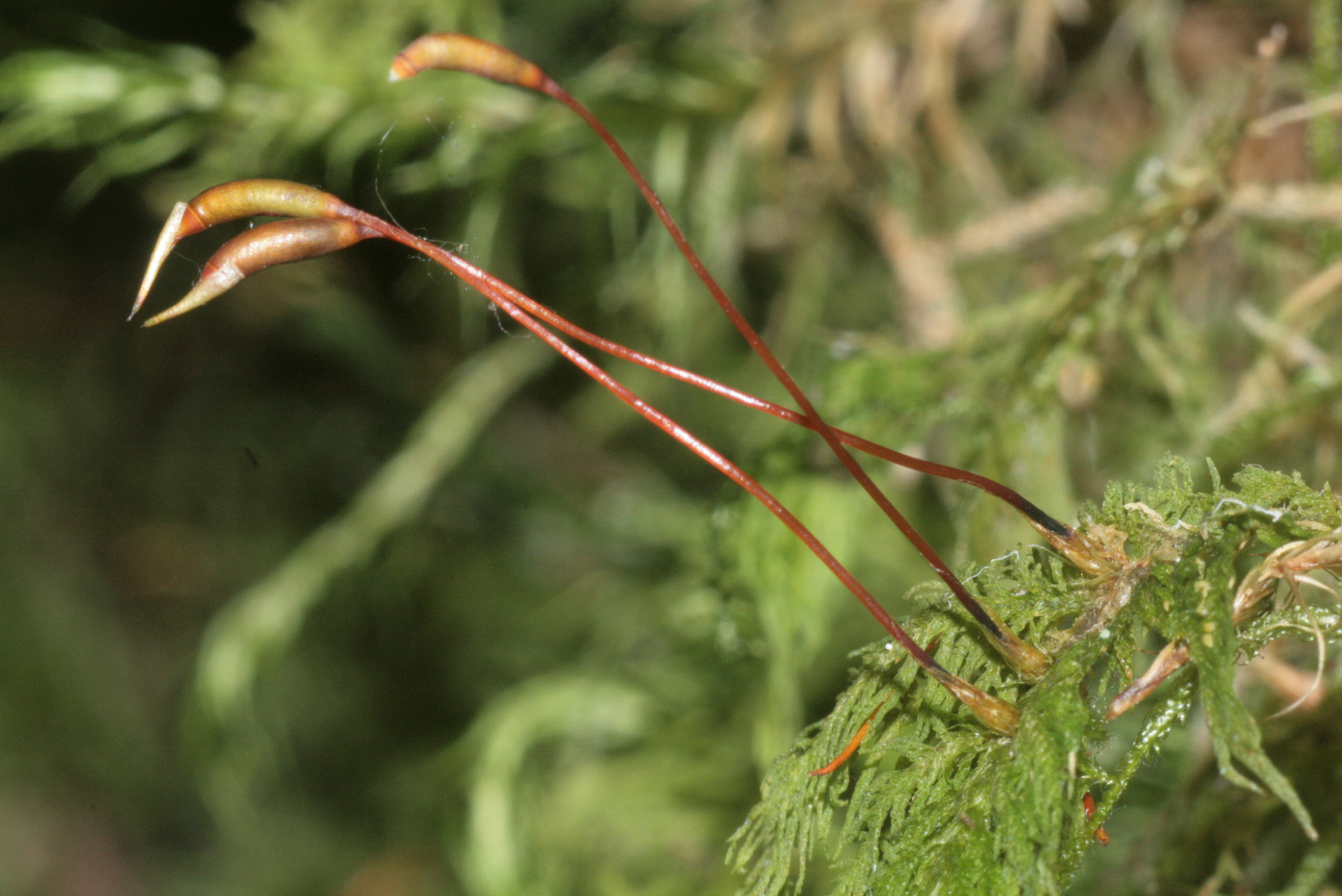
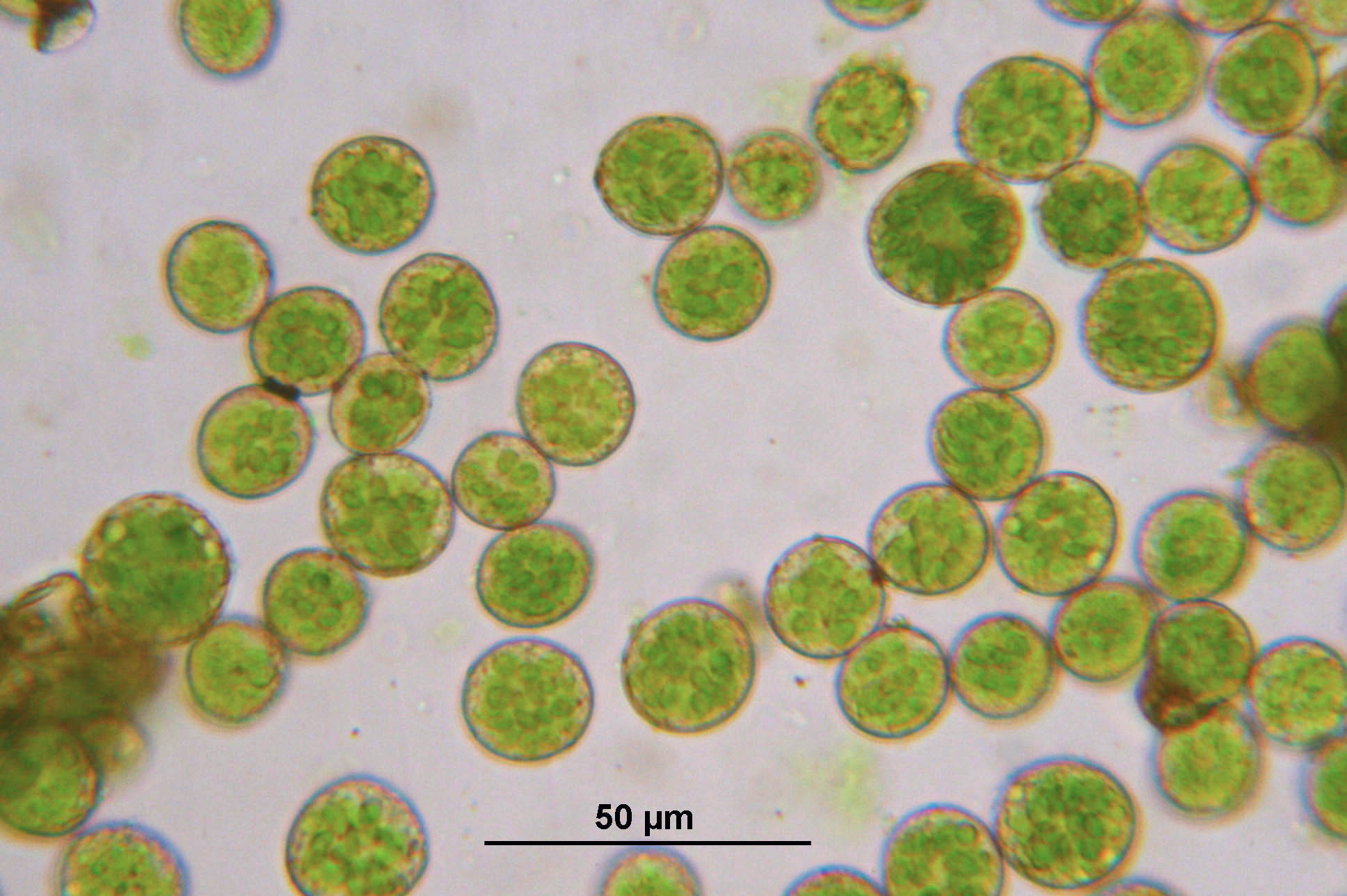